# ウミガメ
ウミガメ（海亀）は、カメ目ウミガメ上科（ウミガメじょうか、Chelonioidea）に分類される構成種の総称。

## 分類
ウミガメ類はウミガメ科（6種）とオサガメ科（1種）の総称であり、現生種は2科・6属・7種が知られる。 白亜紀においては一部を除いて外洋を回遊することはなく、各地で多種多様なウミガメが繁栄していた。
1980年に形態からウミガメ科をアカウミガメ属とヒメウミガメ属でアカウミガメ亜科、アオウミガメとタイマイ・ヒラタウミガメでアオウミガメ亜科に分割する説もあった。1996年に発表されたミトコンドリアDNAの分子解析ではアオウミガメが最も初期に分岐したと推定され、亜科は否定されている。
なお、東太平洋中南米沖に通常のアオウミガメとは形態が少し異なるクロウミガメ（black turtle）と呼ばれるグループがいるが、科学的研究は進んでおらずアオウミガメとは別種とする説もある。
- ウミガメ科 Cheloniidae
  - アカウミガメ属 Caretta
    - Caretta caretta アカウミガメ Loggerhead turtle

  - アオウミガメ属 Chelonia
    - Chelonia mydas アオウミガメ Green turtle

  - タイマイ属 Eretmochelys
    - Eretmochelys imbricata タイマイ Hawksbill turtle

  - ヒメウミガメ属 Lepidochelys
    - Lepidochelys kempi ケンプヒメウミガメ Kemp's ridley turtle
    - Lepidochelys olivacea ヒメウミガメ Olive ridley turtle

  - ヒラタウミガメ属 Natator
    - Natator depressus ヒラタウミガメ Flatback turtle
- オサガメ科 Dermochelyidae
  - †メソダーモケリス属 Mesodernochelys
  - †エオスファルギス属 Eosphargis
  - オサガメ属 Dermochelys
    - Dermochelys coriacea オサガメ Leatherback turtle

なお、アーケロン等を含む絶滅科であるプロトステガ科は分類が不確実であり、一部の研究では現生のウミガメと近縁とする一方で、現生のウミガメとは遠縁であるとする説もある。

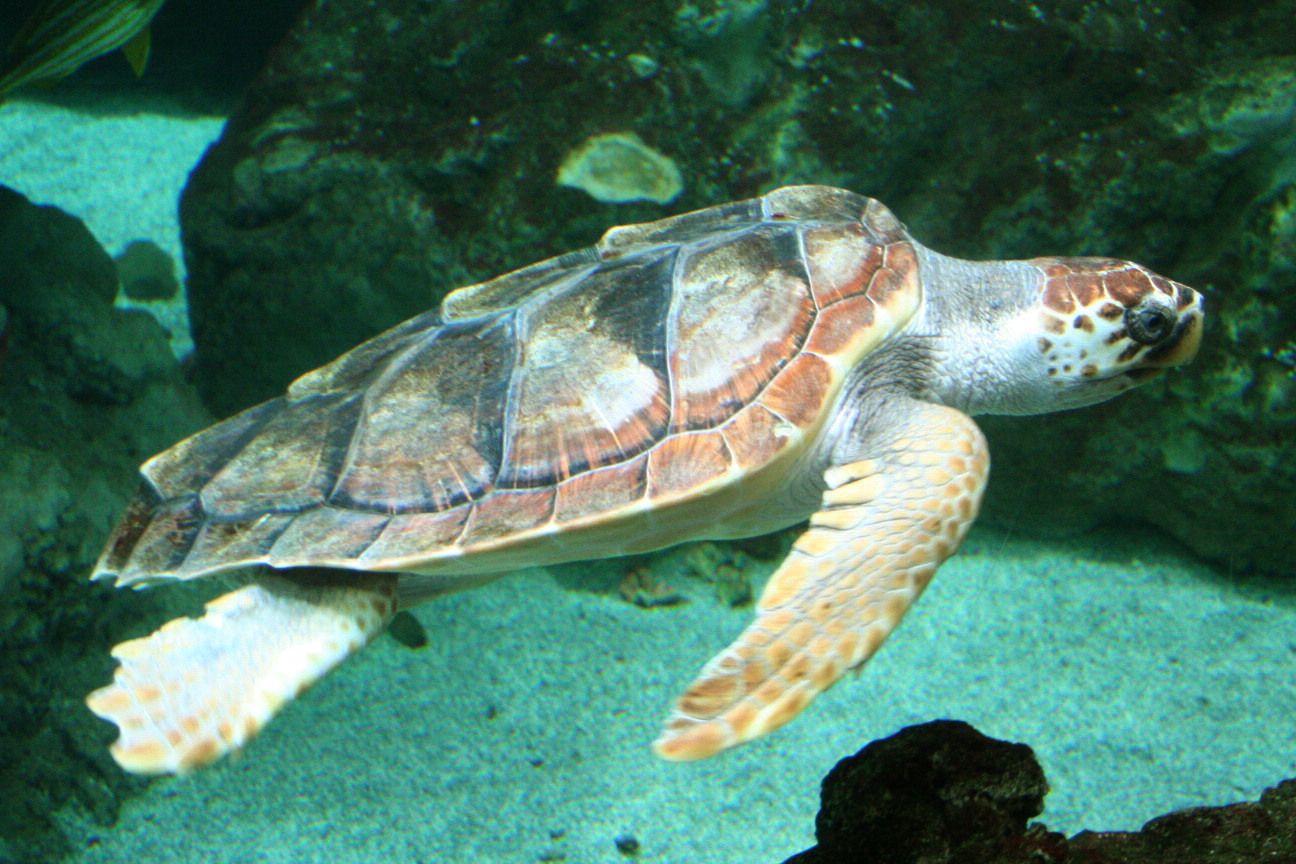
アカウミガメ
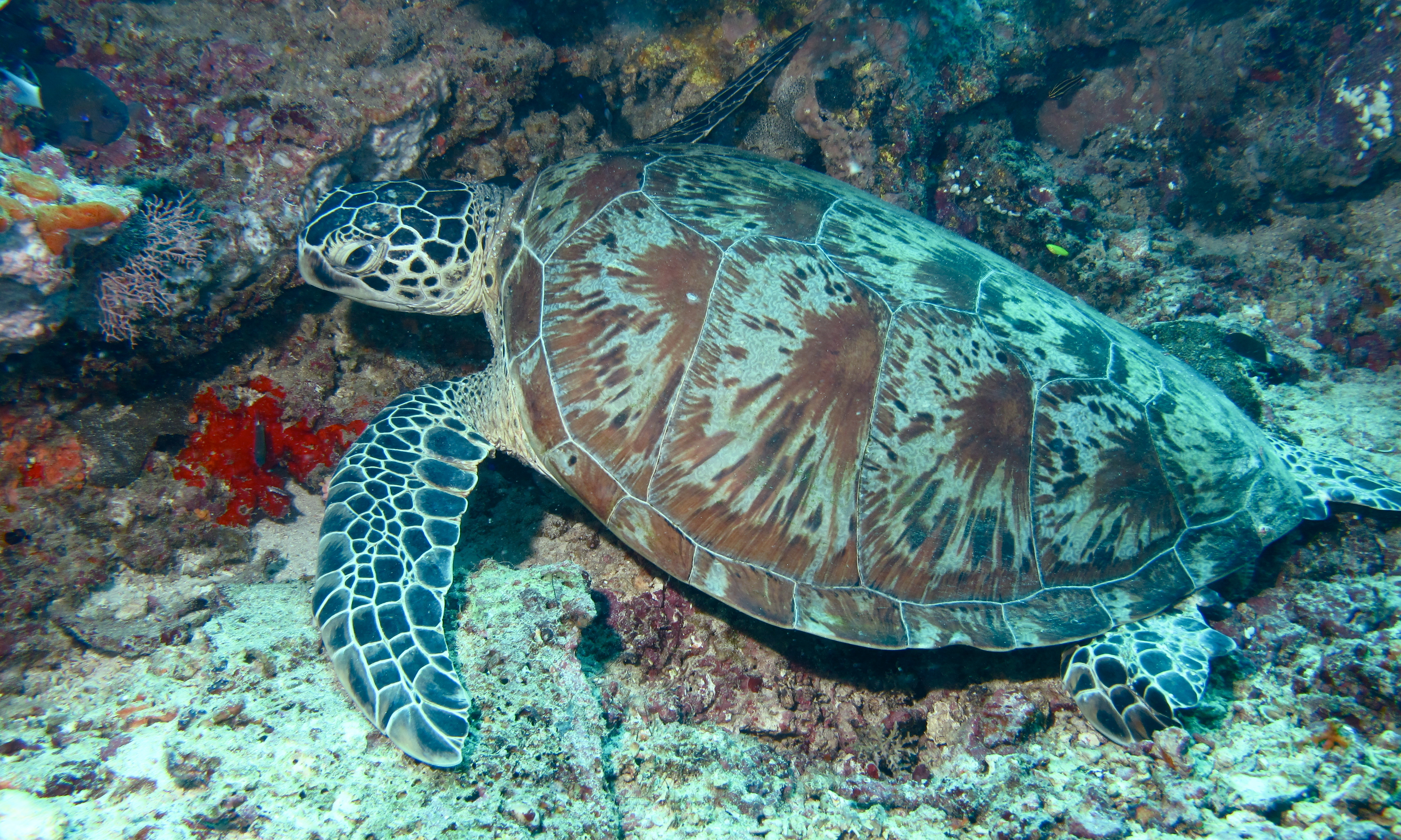
アオウミガメ
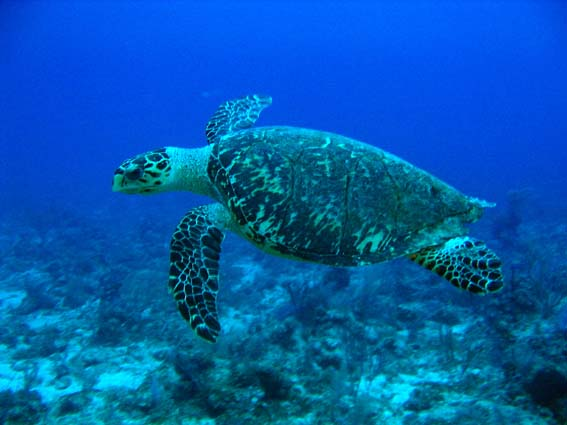
タイマイ
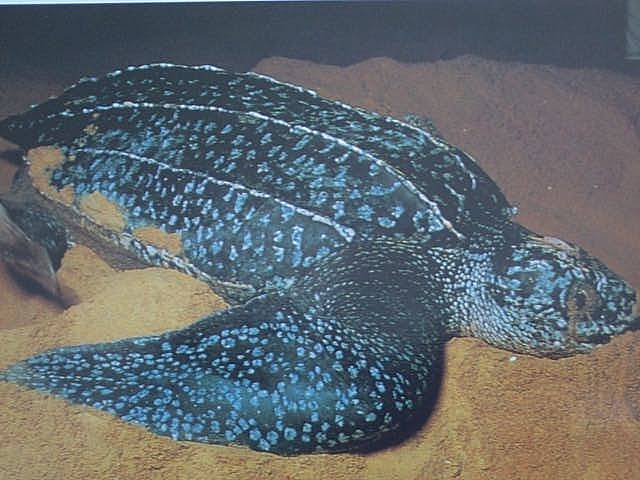
オサガメ。甲羅を持たない特徴を持つ。
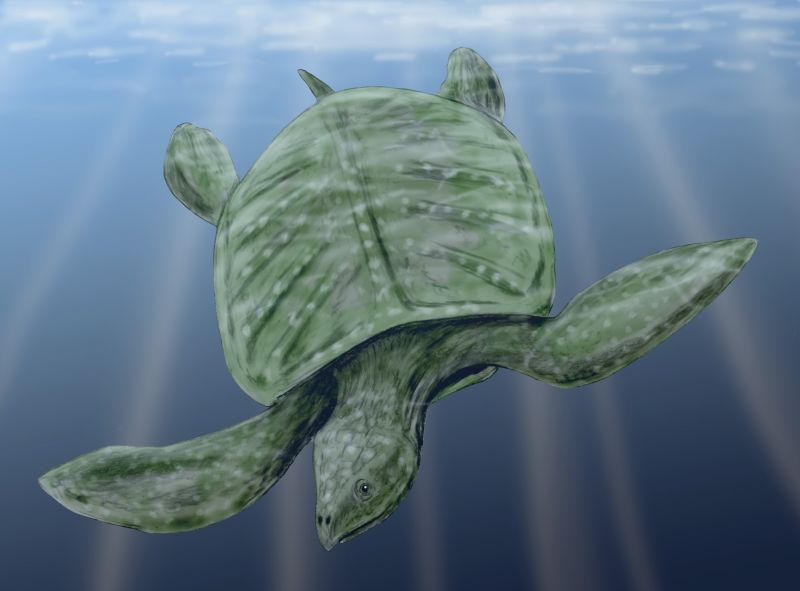
アーケロン（絶滅種）

## 形態

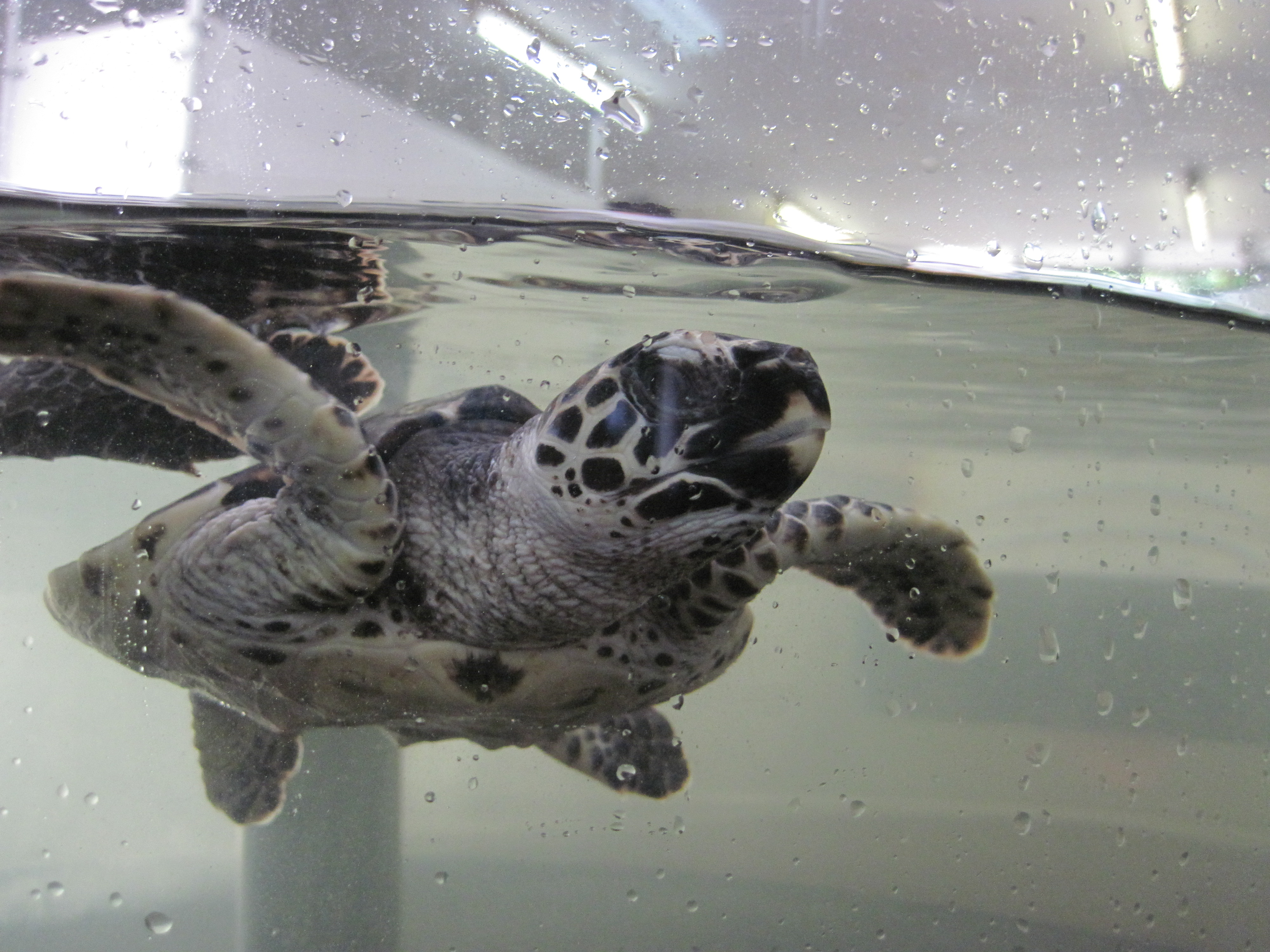
黒島研究所における飼育個体。

四肢は上下に平たく、特に前脚は長大である。泳ぐときは前脚を櫂のように使って水を掻き、後脚で舵をとる。海中を羽ばたくように泳ぐ姿は優雅にも見えるが、敵から逃げる際などはかなりの速度で泳ぐ。甲は上下に平たく、後方に向かってすぼむ水滴形、もしくはハート形をしている。甲の表面は大多数のカメと同様堅固な甲板に覆われるが、ウミガメ科とは別グループのオサガメ（オサガメ科）のみ硬い甲板はなく皮膚で覆われている。
現生のカメとしては大型の部類であり、最小種のヒメウミガメでも成体になれば甲長が60〜70センチメートルとなり、最大種はオサガメで甲長130〜160センチメートルに達する。化石種では新生代始新世のエオスファルギスなど、甲長が2メートルを超す種類が多数生息していた。
食道内側の上皮組織には棘状の角質突起が胃の方に向かって密に並び、これにより潜水・浮上して胃の内外に急な気圧差が生じても食物を逆流させず胃へ運び、食物の余分な水分を排出する働きがあると考えられている

## 生態
基本的に生涯を海中で過ごしメスの産卵以外は陸上に上がらない。

### 呼吸と潜水時間・潜水深度・睡眠
肺呼吸をする爬虫類なので、たまに海面に上がって息継ぎをする。アオウミガメの平均潜水時間は16.1 ± 6.0分で、活動すると5分程度、ゆったりと泳ぐと40分程度と長時間の潜水となる。睡眠中は、4‐7時間ほど海底に潜る。水族館では水中でヒレを体の下に入れて丸まって寝る姿が確認される。
最長潜水時間は、地中海のアカウミガメで10時間以上である。地中海のアカウミガメ個体群では、冬になると冬眠のような状態となり400分を超える潜水が行われるとされるが、北太平洋のアカウミガメの個体群では季節による変化は見られなかった。
ウミガメで最も深い水深に達した記録（水深1250メートル）というを持つオサガメであるが、通常は浅瀬で生活し、水深300メートル以上も潜るのは稀である。

### 食性
採餌は海中で行い、海藻、海綿動物、クラゲ、貝、甲殻類などを食べる。食性は種類によって異なり、例えばアカウミガメは主に貝類や甲殻類、タコ等動物性のものを食べ、アオウミガメは海藻等植物性のものを食べる。なおアオウミガメは主食は植物性であるものの、海藻等が無い外洋においてはクラゲ等一部動物性のものも食べている事が分かったという。

### 産卵と孵化・性決定・子亀の行動

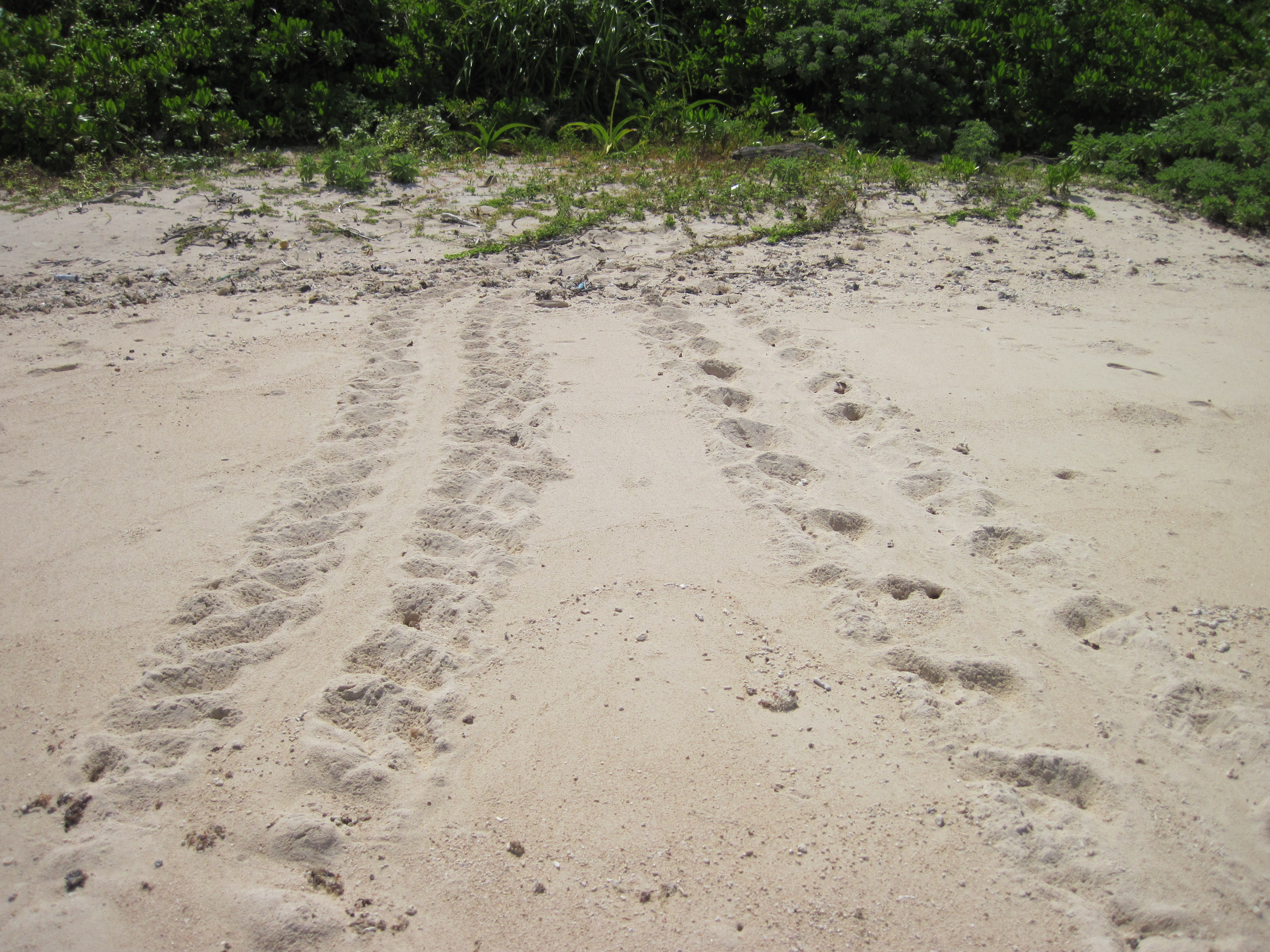
ウミガメの上陸跡

産卵の際、メスは砂浜に上陸し、潮が満ちてこないほどの高台に穴を掘ってピンポン玉ほどの大きさの卵を一度に100個ほど産み落とす。産卵後、メスは後脚で砂をかけて卵を埋め、海へ戻る。
性別は卵の時の温度依存型性決定であり、温度が高いとメスとなる。2018年1月に生物学専門誌 Current Biologyで報告された資料では、温暖化の影響からかアオウミガメの孵化した性別がオス1匹に対してメス116匹の割合と極端な傾向が見られた。
砂の中に残された卵は2か月ほどで孵化し、子ガメは海へ旅立つ。小さい子ガメはほとんどが魚類や海鳥などに捕食され、成長できるのはわずかである。また砂浜から海に向かう最中も海鳥やカニ、フナムシなどに襲われる。これらの捕食動物は沿岸部に多く棲息しており、子ガメはその先にある外洋を目指す。そのための生理現象として、巣穴から脱出直後の子ガメにはフレンジーとよばれる特殊な興奮期（frenzy period）があり、子ガメはおよそ丸１日寝ずに泳ぎ続けることができる。これは危険な沿岸部を素早く抜けるためのN.O.Sのようなものであり、生きて外洋に辿りつくだけで生存率は大きく上がると言われている。
子ガメは外敵の多い沿岸部を避けて外洋で分散して生活する。外洋である程度成長してから沿岸に帰ってくると言われているが外洋での生態には謎が多い。なお、オーストラリアに分布するヒラタウミガメは外洋に出ず沿岸部で生活する。また、アカウミガメやアオウミガメの中には成熟した後も外洋で生活するものがいるという研究もある。

## 分類
寒帯を除く全世界の海洋に分布する。アカウミガメは温帯から亜熱帯、アオウミガメやタイマイは熱帯から亜熱帯、ヒメウミガメは熱帯の海域に見られる。また、オサガメは寒帯を除く外洋域、ケンプヒメウミガメは西部太平洋、ヒラタウミガメはオーストラリア北部海域に見られる。
世界的なウミガメの産卵地は、アメリカ合衆国の東部、オマーン、日本列島である。この中で、日本列島は北太平洋で唯一の産卵地である。
日本列島の近海でこれまで記録があるウミガメは5種（ケンプヒメウミガメとヒラタウミガメを除く）で産卵の記録は3種のみである。
- アカウミガメ - 福島県・石川県以南の本州・四国・九州・南西諸島。北太平洋の沿岸各地の砂浜で毎年産卵が確認されるが、日本海側は太平洋側に比べて少ない。
- アオウミガメ - 南西諸島、小笠原諸島
- タイマイ - 南西諸島各地で産卵の記録がある。

### カメの涙と浸透圧調節
ウミガメは産卵の際、「涙を流す」といわれるが、これは涙腺から体内に溜まった塩分を体排出しているだけであり、正確には産卵中でなくとも常に彼らは「泣いて」いる。眼球の背後には、眼球自体に匹敵する大きさまで肥大化した涙腺から派生した塩類腺が存在し、これにより体内に取り込んだ余分な塩分を濾過し、常に体外に放出することで体内の塩分濃度を調節している。頭骨は、この肥大化した涙腺を収めるために眼窩同士を隔てる骨の壁が退化し、失われている。

### 移動・帰巣本能
子亀の時は、遠洋でホンダワラなどの浮藻に隠れて、小魚やプランクトンなどを餌に生活している様子が確認される。
地磁気を利用して、生まれた故郷に産卵のために帰る帰巣本能を持つ。

## 人間との関係
ウミガメとの関わりは古くからみられ、日本の童話中にも『浦島太郎』の説話があるように馴染み深い生き物である。人気怪獣のモデル（ガメラ）として映画などに利用されている。また、日本国内にも狩猟対象としてだけでなく、混獲された個体には酒を飲ませてから放流するという風習が存在したり、（鯨墓や鯨塚と類似して）死亡した個体の供養を行うための墓が作られ、供養されたウミガメの霊による霊験（奇跡）を信仰対象とする場合があるなどの事例が見られた
奈良時代に中国から伝わった亀卜は、アカウミガメなどの甲羅を熱して生じる亀裂から判断する占いであり、平安時代にかけて宮中行事の時期や方角を決定する上で密接な関係を有していた。

### 食用

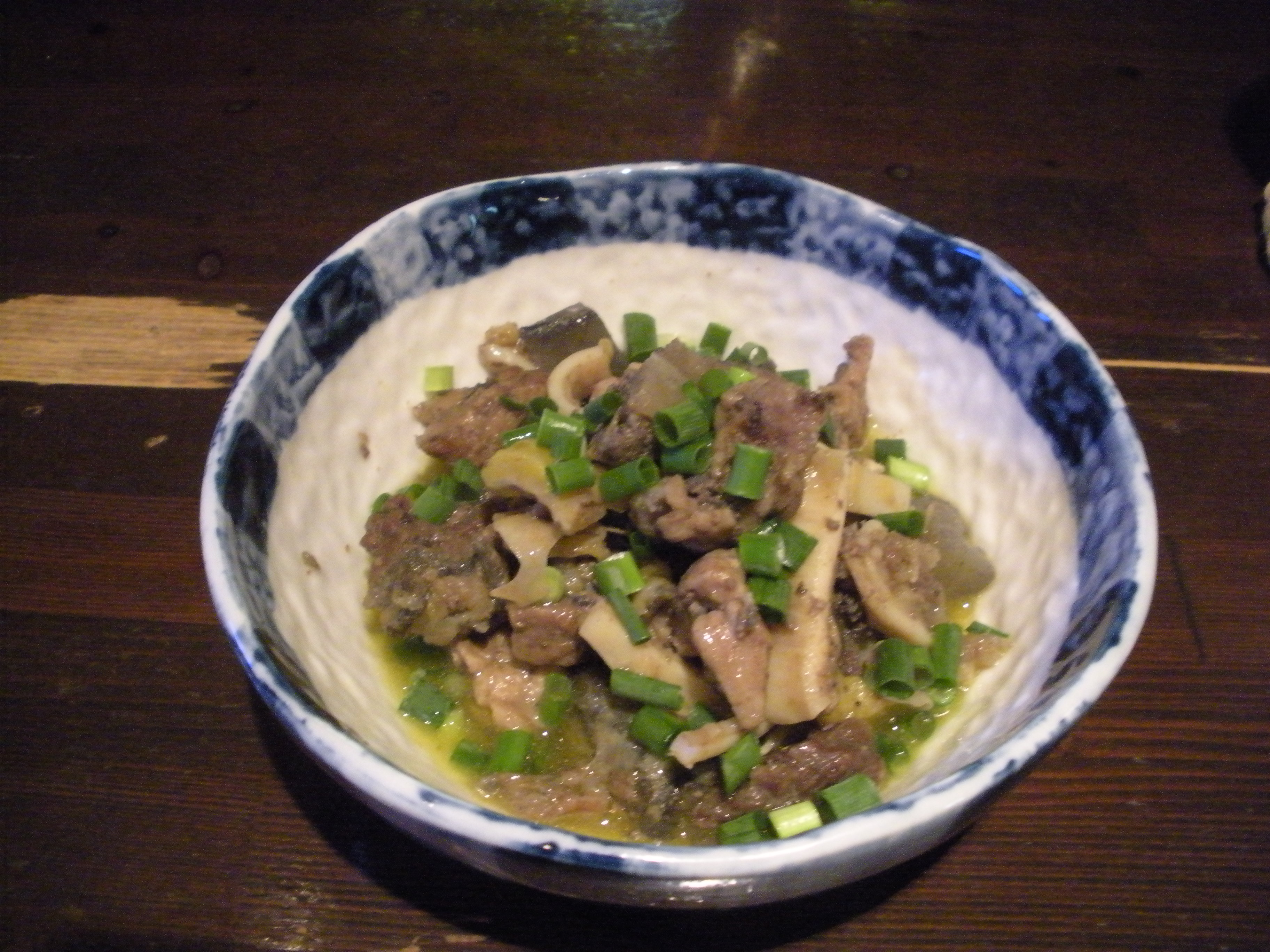
ウミガメの煮物（小笠原諸島の郷土料理）

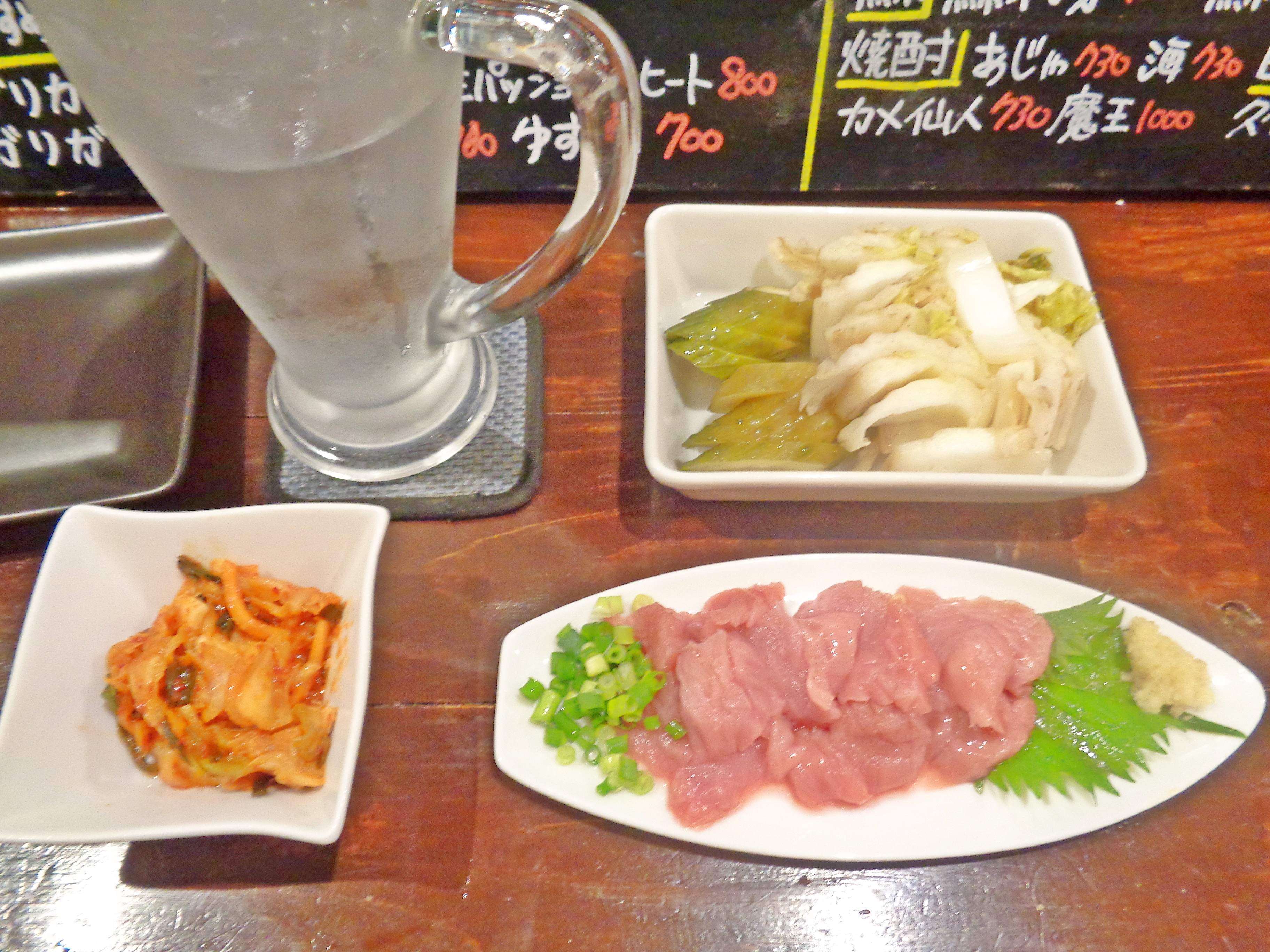
ウミガメの刺身（同）

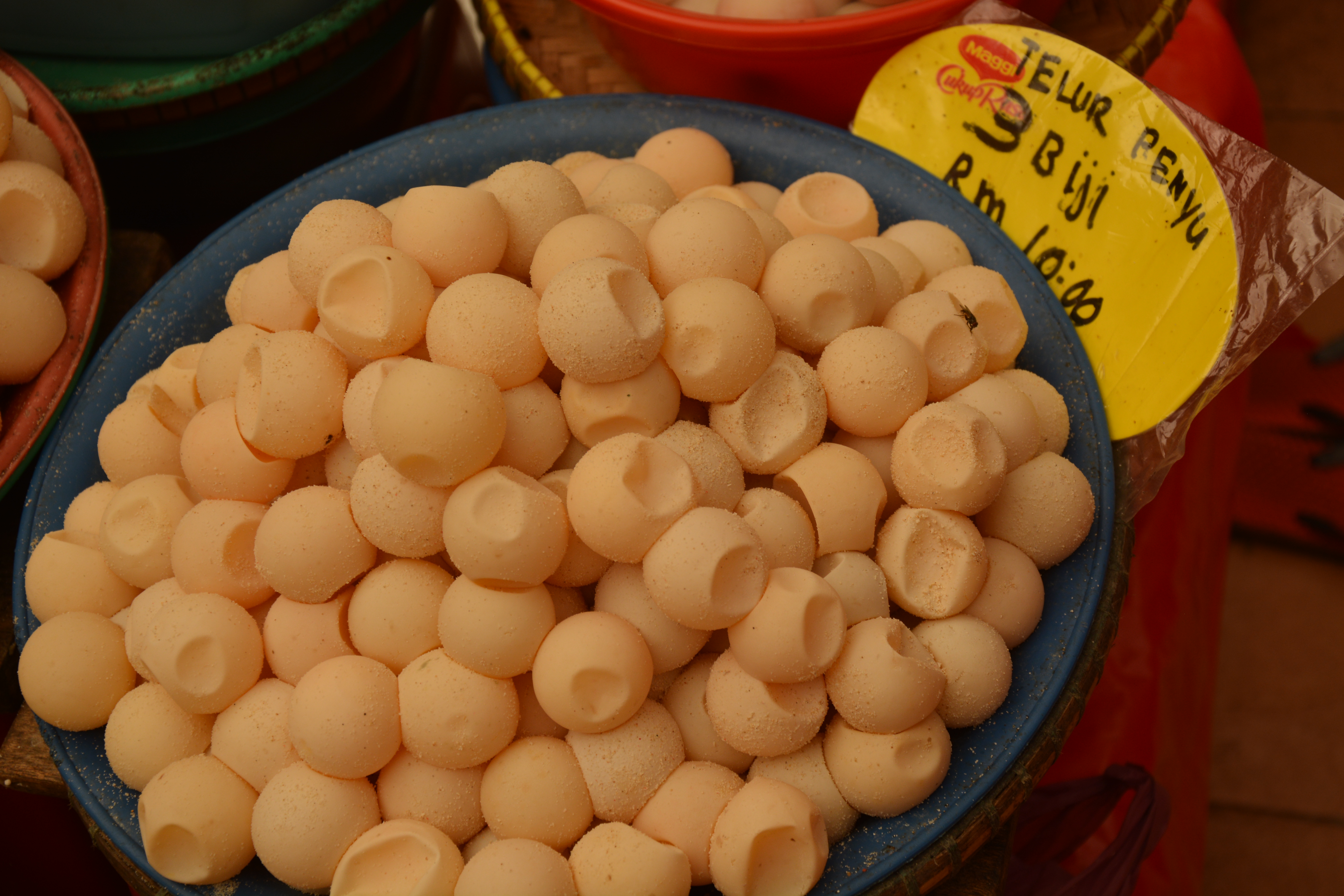
マレーシアで売られているウミガメの卵

日本における食用としてのウミガメの利用は、小笠原諸島におけるアオウミガメが最も有名である。1876年より日本領土となった小笠原諸島では、産業振興のためにアオウミガメ漁業が当時の農商務省により奨励された。アオウミガメ漁業は現在も行われているが、漁獲量は当時に比べて種の保全を考えて上限がきめられている（養殖も試みられている）。このほか九州から紀伊半島の太平洋側の地域や伊豆諸島ではアカウミガメが食用にされてきた。また沖縄県でも伝統的にウミガメは食用にされてきた。八重山地方を中心に一定の漁獲割り当てがあり、料理店で刺身や汁物、から揚げなどで提供されている。味のほうは良くもなく悪くもなく。
日本では、卵も貴重なたんぱく源であり、長寿や安産に良いと考えられ、食用・販売目的などの採取が行われた。
1970‐80年代にウミガメと卵の乱獲が問題となり、屋久島では1973年にウミガメとその卵の採取が禁止、1988年に鹿児島県でもウミガメと卵の保護条例が制定された。その後は、卵の盗掘を防ぐためのパトロールなどによって個体数が回復してきている。
タンザニアでもかつては食用とされていた過去がある。今は禁止されている。
ウミガメを食べると稀にケロニトキシズムという食中毒の一種を起こす。なぜ食中毒となるか不明だが、ウミガメが毒のある藻類を食べたのが原因ともされ、最悪の場合は死亡するケースも報告されている。

### 装飾品・工芸品
食用以外では、タイマイの甲の鱗板を加工した鼈甲は正倉院宝物などにもみられ宝飾用や工芸品の素材として珍重されている。しかし、タイマイは現在著しく個体数が減少しており、学術研究など特別な場合を除いて、本種を輸出入することは禁止されている。

## 保護・繁殖
ウミガメは直接の捕獲や混獲、ゴミの誤飲や生息環境の悪化などのために生息数が減少している。IUCN（国際自然保護連合）が作成した2006年度版レッドリストでは以下のように分類されている。括弧内は分類された年を表す。
- 絶滅寸前 (CR : Critically Endangered) 3種
  - タイマイ Eretmochelys imbricata （1996年）
  - ケンプヒメウミガメ Lepidochelys kempi （1996年）
  - オサガメ Dermochelys coriacea （2000年）
- 絶滅危機 (EN : Endangered) 3種
  - アカウミガメ Caretta caretta （1996年）
  - ヒメウミガメ（タイヘイヨウヒメウミガメ） Lepidochelys olivacea （1996年）
  - アオウミガメ Chelonia mydas （2004年）
- 情報不足 (DD : Data Deficient) 1種
  - ヒラタウミガメ Natator depressus （1996年）

ヒラタウミガメを除く全てのウミガメは、IUCNのレッドリストにおいて絶滅危惧種に指定されている。特に、オサガメ、タイマイ、ケンプヒメウミガメの3種は「絶滅寸前」 とされもっとも絶滅の危険が高くなっている(2006年現在)。また、ワシントン条約により、その多くについて国際取引が規制されている。

### 偶発的捕獲の予防
1970年代にアメリカ合衆国の東海岸やメキシコ湾の沿岸部ではアカウミガメやケンプヒメウミガメの死骸が大量に漂着したが、その大きな原因はエビトロール漁の構造にあるとされた。アメリカ政府はウミガメが網から自力で脱出できる装置を開発し、エビトロール網への装着を義務づけ、ケンプヒメウミガメの数は急速に回復してきている。 
ウミガメ除去装置（TED）も開発されており、混獲でウミガメを捕らえることがないようになっている。

### 産卵地の保護
日本列島は北太平洋における唯一のアカウミガメの産卵地であり、50年以上も前から市民活動によって産卵数のカウントが行われてきた。近年では、NPO法人「日本ウミガメ協議会」が提唱する統一標識を装着する活動が全国規模で行われている。海岸への自動車（特に大型4WD車）の乗り入れ禁止など、各地でウミガメの産卵地の保護が計られている。

#### 産卵に適した砂浜
産卵に適した場所は砂浜と海浜植物が生えている境目付近で砂の深さが30〜60cmの場所に限られている。河川からの砂の供給量の減少、海底からの土砂採取、沿岸構造物による漂砂の流れの変化に伴う侵食などで産卵に適した砂浜の減少が問題になっている。

#### 放流会の問題
ウミガメにおける放流には2つの手法が存在する。問題になっているのは主に一つ目の孵化幼体の放流である。これは、自然下の砂浜に産み落とされた卵を移植・人工孵化させ、地域住民や観光客の手によって子ガメを海に放すというもの。子ガメの脱出に関しては海鳥に捕食される映像がドキュメンタリーなどで有名だが、放流会によって人が見守ることによってそれを阻止しようというものである。しかし、実際にこの手法によって放流された孵化幼体はほとんど外洋に辿り着くことはないと言われている。理由として、
1. 人工孵化が自然孵化よりも孵化率が著しく下がること。
2. 放流会というあらかじめ日程が決まった行事に合わせるため、孵化後、上述のフレンジーの効果がなくなってしまったスタミナ切れの子ガメを放流するため、寄せる波に逆らえず外洋にたどり着けなくなること。
3. 自然下における脱出時間である夜間ではなく、天敵に見つかりやすい日中に行うこと。
4. 磁気情報を発生から脱出までのどの段階で得ているかわかっていないため、元の砂浜にたどり着けなくなる可能性があること等が挙げられている。

これらの理由により、国内においては日本ウミガメ協議会等が「やめよう！子ガメの放流会」などと注意喚起を行っているが、未だ夏を中心に日本全国で孵化幼体の放流会が盛んに行われている。
もう一つの放流の形式がヘッドスタートと呼ばれるもので、1年以上飼育し身体が大きくなり天敵に襲われにくくなった段階で放流するものである。しかしこれも、ウミガメが生まれた砂浜の磁気情報をどこで得ているのか確かなことは分かっておらず、効果が実証されているわけではない。
1977年から1988年にかけてメキシコ湾にて大規模なヘッドスタートが行われ、11年間で22507個の卵から15857個の孵化幼体が誕生し、そのうち14484個体が標識をつけて放流された。そして、2002年までに14個体による25回の産卵が確認されている。一応、ヘッドスタート後にも産卵までこぎつけることは分かり、実際はもっと多くの個体が産卵に加わったという意見もあるが、効果が実証されたとはまだ言えない。